# Piano infralitorale
Il piano infralitorale è un ambiente marino del dominio bentonico perennemente sommerso e delimitato superiormente dalla presenza delle specie vegetali che non sono in grado di sopportare emersioni prolungate, come per esempio le Cystoseira, ed inferiormente dalla profondità massima in cui è possibile la presenza delle fanerogame marine, quali la Posidonia oceanica. In Mediterraneo questo limite corrisponde a circa 35-40 metri, profondità alla quale giunge l'1% della luce incidente in superficie. 

Può essere suddiviso in due sottopiani:
- infralitorale superiore;
- infralitorale inferiore;